# Willa przy ul. Kościuszki 28 w Mielcu
Willa przy ul. Kościuszki 28 w Mielcu – budynek wpisany do rejestru zabytków nieruchomych województwa podkarpackiego pod numerem A-1061 z 31.05.1996. Zaprojektowana przez Stanisława Weryńskiego secesyjna willa została zbudowana w latach 1934-1935. Jest to budynek piętrowy z mieszkalnym poddaszem, murowany i otynkowany. Posiada dwuspadowe dachy kryte blachą. Na piętrze wielobocznego narożnika znajduje się loggia przykryta spiczastym hełmem.